# Perkebunan Turangi (Salapian)
Perkebunan Turangi is een bestuurslaag in het regentschap Langkat van de provincie Noord-Sumatra, Indonesië. Perkebunan Turangi telt 1591 inwoners (volkstelling 2010).